# Kedung Banteng (Tegal)
Kedung Banteng (ook Kedungbanteng) is een onderdistrict (kecamatan) in het regentschap Tegal in de Indonesische provincie Midden-Java op Java, Indonesië.

## Verdere onderverdeling
Het onderdistrict Kedung Banteng is anno 2010 verdeeld in 10 kelurahan, plaatsen en dorpen:
| Plaats code | Naam kelurahan, plaatsen en dorpen | Inwoners in 2010 |
| ----------- | ---------------------------------- | ---------------- |
| 001         | Penujah                            | 1.968            |
| 002         | Karang Anyar                       | 7.844            |
| 003         | Tonggara                           | 4.591            |
| 004         | Kedung Banteng                     | 6.290            |
| 005         | Dukuhjati Wetan                    | 2.181            |
| 006         | Sumingkir                          | 2.639            |
| 007         | Margamulya                         | 2.731            |
| 008         | Kebandingan                        | 4.756            |
| 009         | Karangmalang                       | 4.188            |
| 010         | Semedo                             | 2.712            |